# High Strangeness
『High Strangeness』（ハイ ストレンジネス）は、NYANTORAの7枚目のアルバム。2013年10月15日に完全受注生産され、2017年2月7日にダウンロード版が販売開始。

## 解説
SUPERCARのフロントマンである中村弘二のソロプロジェクト・NYANTORAの通算7枚目のアルバム。
中村によるレーベル「Sound Of Romances」と、HEARTFASTよりリリースされた。
中村は本作について、「今回リリースした『High Strangeness』は集中してリビングで聴いても、掃除しながらでも、TVをつけながら小さい音でも、読書しながらでも、そんなふうに生活の中のサウンドトラックのように聴いてもらえればと思います。そしてちょっぴり奇妙な世界です」とコメントしている。
全11曲であるが、完全受注生産CDには11曲の他におまけトラックが8曲追加収録されている。
2017年に前半の11曲がmp3データ版として中村のオンラインショップ「Meltinto」で販売開始した。
2020年には新型コロナウイルスの影響を受け、ダウンロード版収録の11曲が中村の公式Twitterで期間限定で無料配布された。

## 収録曲
1. Prologue
2. Serenade
3. Fur
4. Sketch1
5. Snow feat. Kera jiken
Sound Of Romancesのレーベルメイトである介良事件が参加している。
6. Aqua
7. Cloud
8. Chroma
9. Sketch2
10. Night Ver2
11. Hole
  - 以下はボーナストラック(完全受注生産CDのみ)
12. Output
13. Air
14. Random
15. Flowers Of The Season
16. Heat Haze
17. Pentagon
18. Good Bye Kids
19. 2020
PVがSound Of Romancesの公式YouTubeチャンネルで公開されている。

全作曲・編曲：中村弘二